# Y (음반)
Y은 엠블랙이 발매한 두 번째 싱글앨범이다. 타이틀곡은 "Y"이다.

## 트랙
1. 4 Ya' Stereo - Intro
2. Y
3. One Better Day
4. What U want
5. Last Luv

## 특징
- 타이틀 곡 Y 뮤직비디오 티저 영상은 첫 공개시 여주인공과 멤버 이준의 키스신, 샤워신, 리더 승호와의 격투신으로 뜨거운 관심을 받았다.
- Y 뮤직비디오의 티저와 풀 버전은 여주인공의 얼굴을 역광으로 고묘하게 가린 홍원기 감독의 연출로 완성된 것으로 알려졌다.
- Y 뮤직비디오의 여주인공은 승호의 미투데이 이벤트를 통해 네티즌들의 추측을 받다가 MTV 메이킹 더 비디오를 통해 여배우 서효림인 것으로 밝혀졌다.